# Anthologie
Anthologie (Best Album 2009-2012) é primeiro álbum de grandes êxitos da banda japonesa de power metal sinfônico Versailles, lançado em 30 de janeiro de 2013. Na edição limitada, um DVD inclui vídeos de perfomances ao vivo da banda.

## Recepção
Alcançou a 52° posição nas paradas da Oricon Albums Chart.

## Faixas
| N.º | Título                                                 | Álbum original       | Duração |  |
| 1.  | "Ascendead Master"                                     | Jubilee              | 5:50    |  |
| 2.  | "Ai to Kanashimi no Nocturne" (愛と哀しみのノクターン) | Jubilee              | 4:57    |  |
| 3.  | "Serenade"                                             | Jubilee              | 6:01    |  |
| 4.  | "Destiny -The Lovers-"                                 | Holy Grail           | 5:52    |  |
| 5.  | "Glowing Butterfly"                                    | Destiny -The Lovers- | 5:53    |  |
| 6.  | "Philia"                                               | Holy Grail           | 5:59    |  |
| 7.  | "Masquerade"                                           | Holy Grail           | 6:02    |  |
| 8.  | "Vampire"                                              | Holy Grail           | 4:30    |  |
| 9.  | "Love will be born again" (Versão japonesa)            | Holy Grail           | 4:25    |  |
| 10. | "Illusion"                                             | Versailles           | 5:07    |  |
| 11. | "Rhapsody of the Darkness"                             | Versailles           | 4:54    |  |
| 12. | "Truth"                                                | Versailles           | 4:45    |  |
| 13. | "Rose"                                                 | Versailles           | 5:25    |  |
| 14. | "Symphony of The Revenant Choir"                       | Noble                | 1:57    |  |

| Faixas do DVD de edição limitada |                                                                            |                      |         |  |
| N.º                              | Título                                                                     | Álbum original       | Duração |  |
| 1.                               | "God Palace" (Ao vivo em Lemon Hall em 4 de setembro de 2019)              | Jubilee              |         |  |
| 2.                               | "PRINCESS" (Ao vivo em Lemon Hall em 4 de setembro de 2019)                | Jubilee              |         |  |
| 3.                               | "Judicial Noir" (Ao vivo em Shibuya Kokaido em 12 de fevereiro de 2012)    | Holy Grail           |         |  |
| 4.                               | "Libido" (Ao vivo em Shibuya Kokaido em 12 de fevereiro de 2012)           | Destiny -The Lovers- |         |  |
| 5.                               | "Faith & Decision" (Ao vivo em Shibuya Kokaido em 12 de fevereiro de 2012) | Holy Grail           |         |  |

## Ficha técnica

### Versailles
- Kamijo - vocal principal
- Hizaki - guitarra
- Teru - guitarra
- Jasmine You, Masashi - baixo
- Yuki - bateria